# Kela Alon
Kela Alon (tiếng Hebrew: קלע אלון) là một khu định cư của Israel được tổ chức như một khu định cư cộng đồng, ở Cao nguyên Golan. Thuộc thẩm quyền của Hội đồng khu vực Golan, năm 2017, nó có dân số 277 người. [1]
Cộng đồng quốc tế coi các khu định cư của người Israel ở Cao nguyên Golan là bất hợp pháp theo luật pháp quốc tế, nhưng chính phủ Israel tranh chấp điều này. Ramat Trump là một cộng đồng được lên kế hoạch nằm gần Kela Alon.

## Lịch sử
Cho đến khi nó bị hủy hoại vào năm 1967, địa điểm này đã bị chiếm đóng bởi ngôi làng Qanaabé (Kana'beh) của Syria, nơi có khoảng 480 cư dân. Khu vực này đã được người Israel định cư vào năm 1981 và ban đầu là một khu định cư của người Nahal. Tuy nhiên, khoảng cách gần với các khu vực quân đội cũng như sự hiện diện của bom mìn đã khiến nó bị bỏ hoang vào năm 1988. Việc giải quyết hiện đại được thành lập vào năm 1991 và ban đầu được gọi là 'Bruchim' (tiếng Hebrew: ברוכים). Những người định cư đầu tiên ở đó là những người nhập cư từ Liên Xô. Tên hiện tại đã được thông qua vào năm 1997. Một khu phố mới đã được xây dựng vào năm 2003, còn được gọi là Mazok Orvim (tiếng Do Thái: מצוק עורבים).